# Akysis pictus
Akysis pictus е вид лъчеперка от семейство Akysidae.

## Разпространение
Видът е разпространен в Мианмар.

## Описание
На дължина достигат до 5,9 cm.